# Ingo Weißenborn
Ingo Weißenborn (Bernburg, 29 de noviembre de 1963) es un deportista alemán que compitió para la RDA en esgrima, especialista en la modalidad de florete.
Participó en los Juegos Olímpicos de Barcelona 1992, obteniendo una medalla de oro en la prueba por equipos (junto con Udo Wagner, Ulrich Schreck, Thorsten Weidner y Alexander Koch).
Ganó cuatro medallas en el Campeonato Mundial de Esgrima entre los años 1986 y 1993, y una medalla de bronce en el Campeonato Europeo de Esgrima de 1993.

## Palmarés internacional
| Representando a la RDA   |                    |                   |                     |
| Campeonato Mundial       |                    |                   |                     |
| Año                      | Lugar              | Medalla           | Prueba              |
| 1986                     | Sofía (Bulgaria)   | Medalla de bronce | Florete por equipos |
| Representando a Alemania |                    |                   |                     |
| Juegos Olímpicos         |                    |                   |                     |
| Año                      | Lugar              | Medalla           | Prueba              |
| 1992                     | Barcelona (España) | Medalla de oro    | Florete por equipos |
| Campeonato Mundial       |                    |                   |                     |
| Año                      | Lugar              | Medalla           | Prueba              |
| 1991                     | Budapest (Hungría) | Medalla de oro    | Florete individual  |
| 1991                     | Budapest (Hungría) | Medalla de plata  | Florete por equipos |
| 1993                     | Essen (Alemania)   | Medalla de oro    | Florete por equipos |
| Campeonato Europeo       |                    |                   |                     |
| Año                      | Lugar              | Medalla           | Prueba              |
| 1993                     | Linz (Austria)     | Medalla de bronce | Florete individual  |